# Зенфтенберг
Зенфтенберг (нім. Senftenberg, сорб. Zły Komorow) — місто в Німеччині, розташоване в землі Бранденбург. Адміністративний центр району Верхній Шпревальд-Лаузіц.
Площа — 127,56 км2. Населення становить 23 371 ос. (станом на 31 грудня 2020). Офіційний код — 12 0 66 304. 
Місто поділяється на 9 міських районів. 

## Населення
| Населення з 1300 до 2013 | Населення з 1300 до 2013 | Населення з 1300 до 2013 | Населення з 1300 до 2013 | Населення з 1300 до 2013 | Населення з 1300 до 2013 | Населення з 1300 до 2013 | Населення з 1300 до 2013 | Населення з 1300 до 2013 | Населення з 1300 до 2013 | Населення з 1300 до 2013 | Населення з 1300 до 2013 | Населення з 1300 до 2013 | Населення з 1300 до 2013 | Населення з 1300 до 2013 | Населення з 1300 до 2013 | Населення з 1300 до 2013 |
| Рік                      | Населення                |                          | Рік                      | Населення                |                          | Рік                      | Населення                |                          | Рік                      | Населення                |                          | Рік                      | Населення                |                          | Рік                      | Населення                |
| ------------------------ | ------------------------ | ------------------------ | ------------------------ | ------------------------ | ------------------------ | ------------------------ | ------------------------ | ------------------------ | ------------------------ | ------------------------ | ------------------------ | ------------------------ | ------------------------ | ------------------------ | ------------------------ | ------------------------ |
| 1300                     | 400                      |                          | 1858                     | 1.517                    |                          | 1939                     | 17.566                   |                          | 1989                     | 31.580                   |                          | 1996                     | 26.647                   |                          | 2003                     | 29.474                   |
| 1474                     | 600                      |                          | 1867                     | 1.638                    |                          | 1946                     | 17.783                   |                          | 1990                     | 29.622                   |                          | 1997                     | 27.109                   |                          | 2004                     | 29.136                   |
| 1555                     | 900                      |                          | 1875                     | 2.847                    |                          | 1950                     | 18.260                   |                          | 1991                     | 28.840                   |                          | 1998                     | 26.424                   |                          | 2005                     | 28.774                   |
| 1575                     | 918                      |                          | 1890                     | 5.134                    |                          | 1964                     | 24.053                   |                          | 1992                     | 28.470                   |                          | 1999                     | 25.576                   |                          | 2006                     | 28.071                   |
| 1680                     | 1.150                    |                          | 1910                     | 13.742                   |                          | 1971                     | 24.367                   |                          | 1993                     | 28.123                   |                          | 2000                     | 24.740                   |                          | 2007                     | 27.515                   |
| 1806                     | 979                      |                          | 1925                     | 17.472                   |                          | 1981                     | 32.005                   |                          | 1994                     | 27.637                   |                          | 2001                     | 30.539                   |                          | 2012                     | 25.061                   |
| 1818                     | 819                      |                          | 1933                     | 17.803                   |                          | 1985                     | 32.278                   |                          | 1995                     | 27.336                   |                          | 2002                     | 29.957                   |                          | 2013                     | 24.987                   |

## Культурна взаємодія з Україною
У 2020 році Зенфтенберг став частиною українсько-німецького театрального проекту «Прикордонні території – ідентичність, різноманітність, суспільство: зараз, до та після». Участь у проекті приймають театр Лесі Українки у Львові, театр Нова Сцена/Die Neue Bühne у Зенфтенберзі, Незалежний театр Futur3 у Кельні.

## Міста-партнери
- Пюттлінген, Німеччина (Саарланд), з 1989
- Нова Суль, Польща, з 1992
- Зенфтенберг (Нижня Австрія), Австрія, з 1993
- Сен-Мішель-сюр-Орж, Франція, з 1996
- Веспрем, Угорщина, з 1996
- Жамберк, (раніше - Зенфтенберг у Богемії), Чехія, з 1996
- Фрезаграндінарія, Італія, з 2003

## Галерея

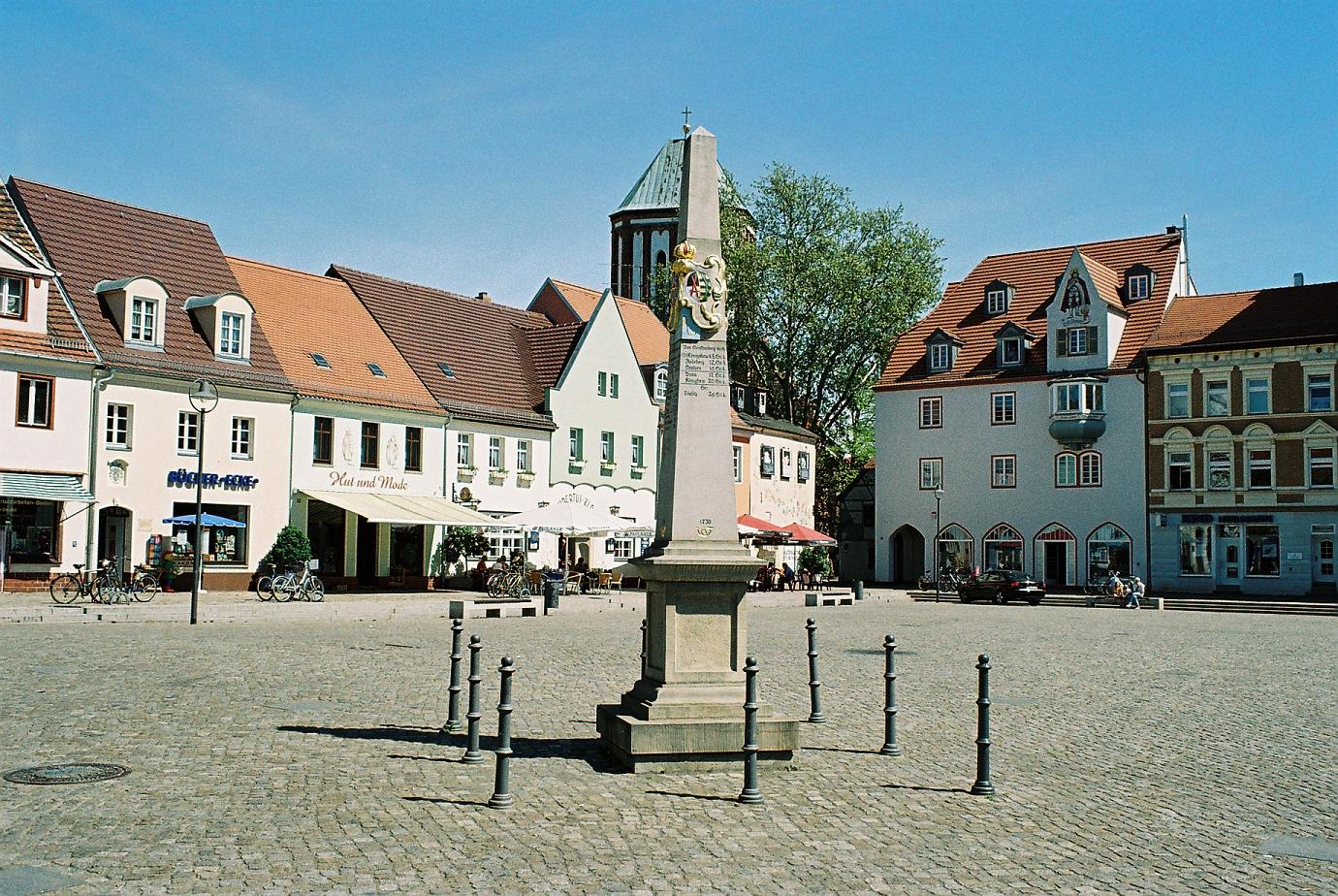
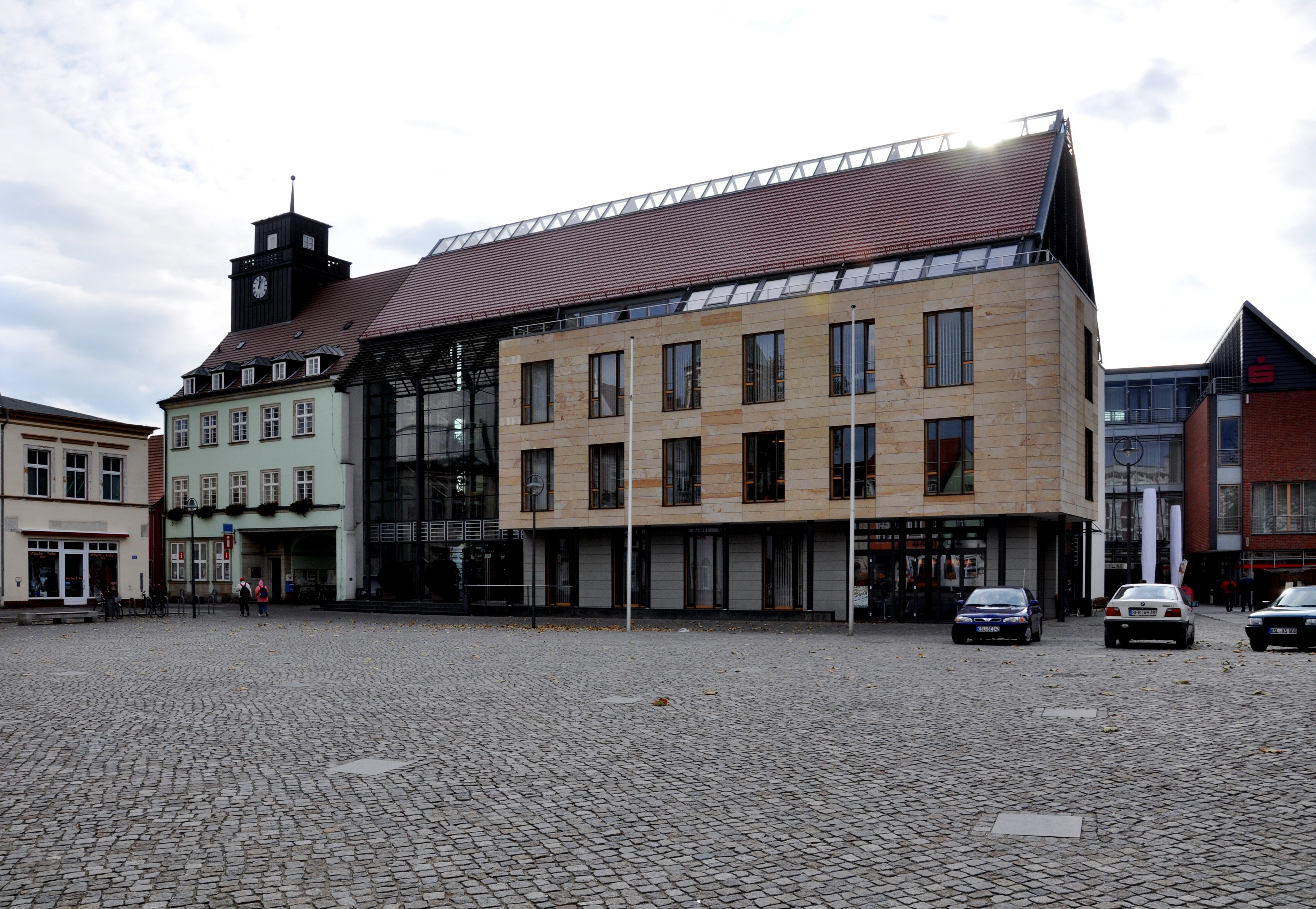
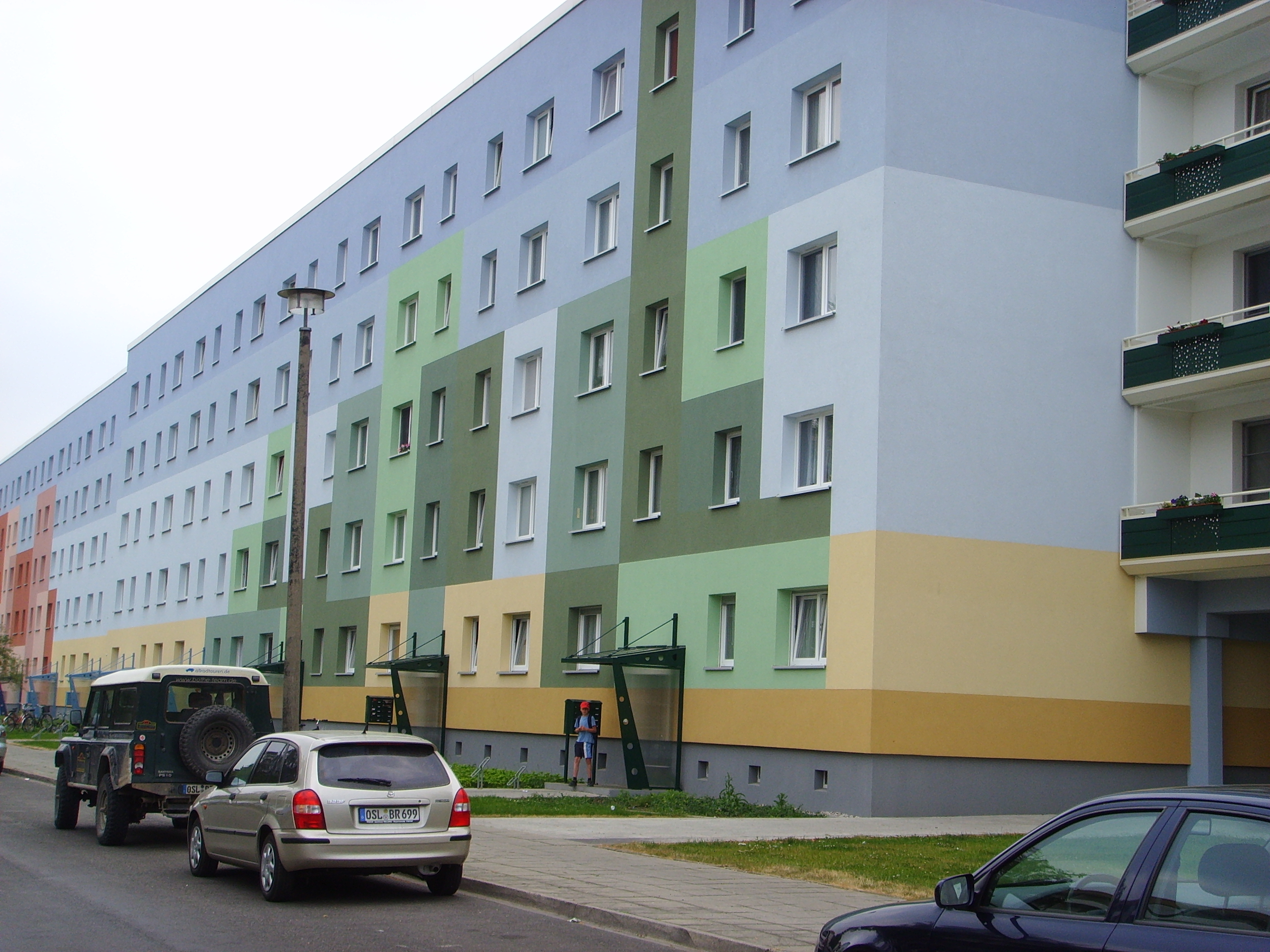
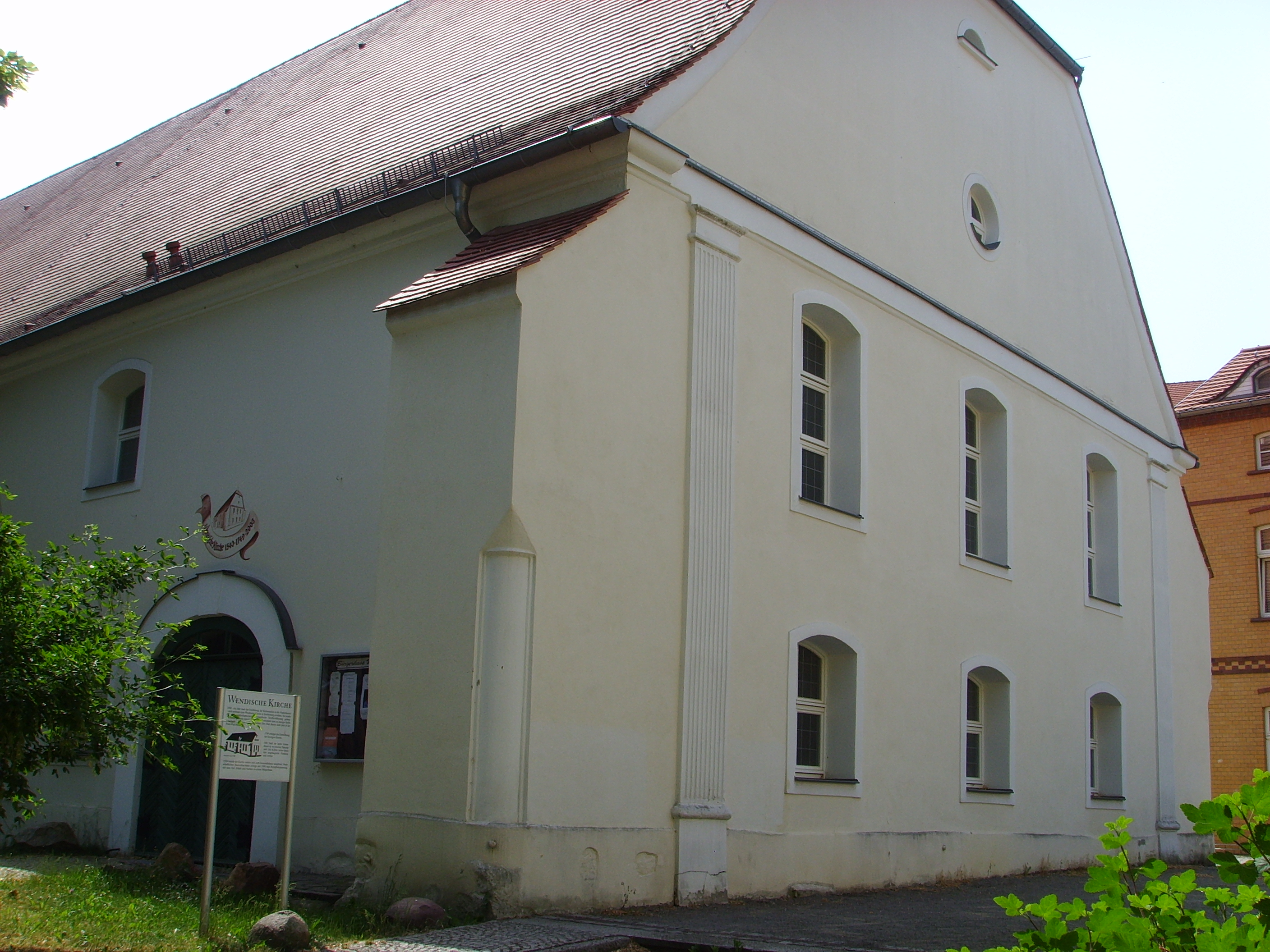
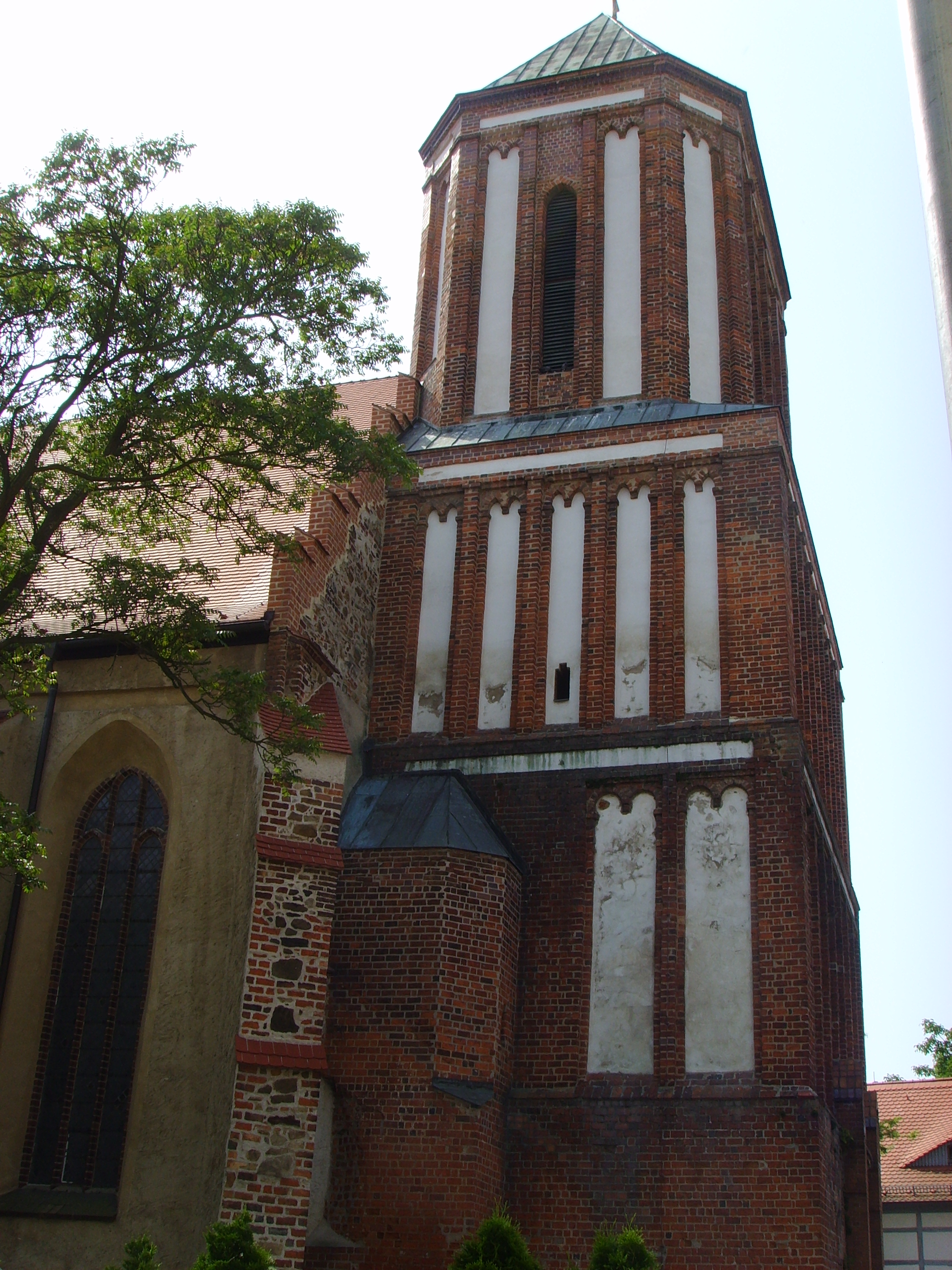
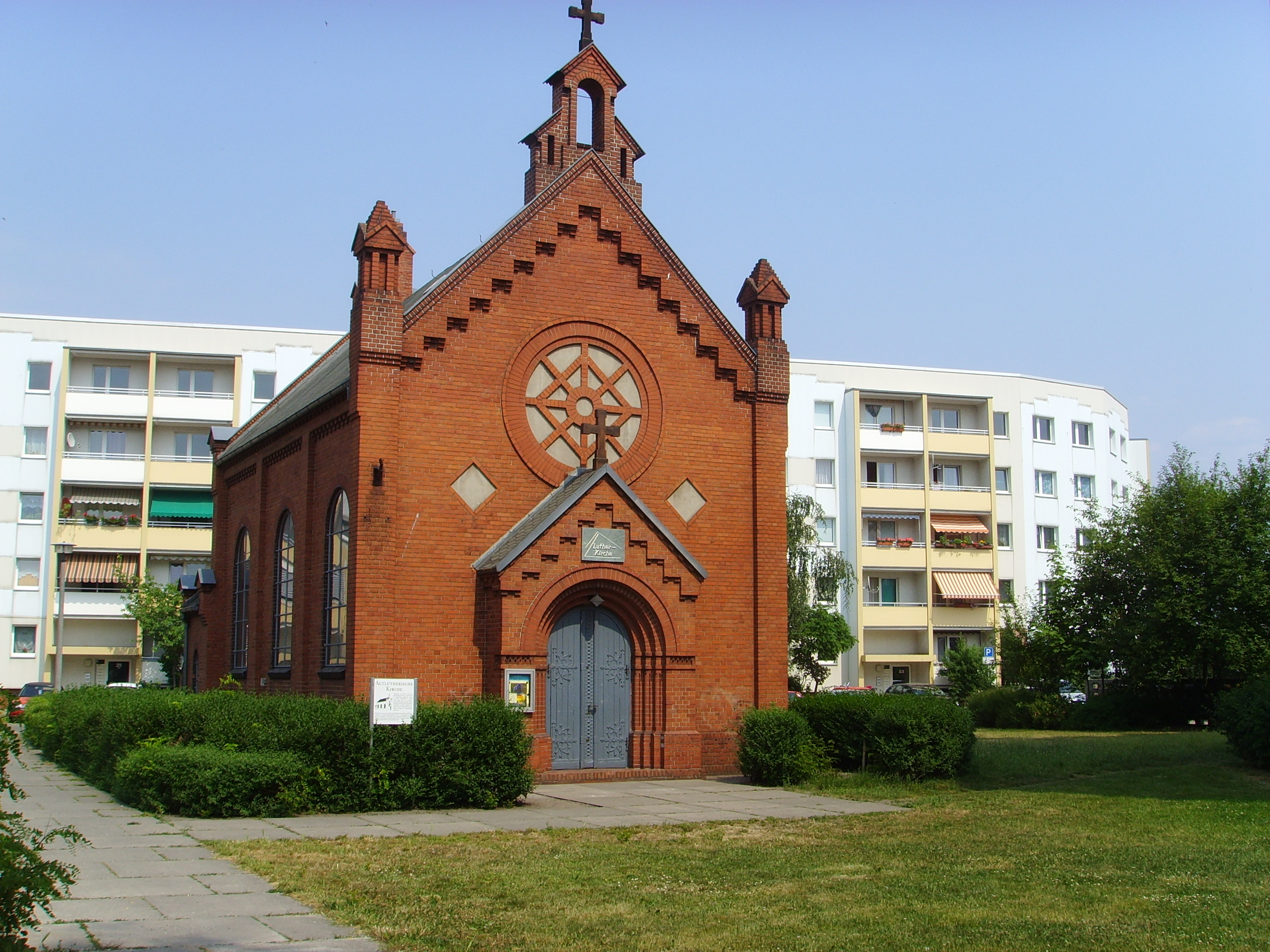